# Дунавацу де Жос (Тулћа)
Дунавацу де Жос (рум. Dunavățu de Jos) насеље је у Румунији у округу Тулћа у општини Муригиол. Oпштина се налази на надморској висини од 0 m.

## Становништво
Према подацима из 2002. године у насељу је живело 710 становника.

### Попис2002.
| Расподела становништва по националности 2002.‍ | Расподела становништва по националности 2002.‍ | Расподела становништва по националности 2002.‍ | Расподела становништва по националности 2002.‍ | Расподела становништва по националности 2002.‍ |
| --------------------------------------------- | --------------------------------------------- | --------------------------------------------- | --------------------------------------------- | --------------------------------------------- |
|                                               |                                               |                                               |                                               |                                               |
| Румуни                                        | Румуни                                        |                                               | 606                                           | 85,4%                                         |
| Украјинци                                     | Украјинци                                     |                                               | 91                                            | 12,8%                                         |
| Руси                                          | Руси                                          |                                               | 13                                            | 1,8%                                          |